# Бриль, Фриц
Фриц Бриль (нем. Fritz Briel; 24 октября 1934, Дюссельдорф — 15 марта 2017) — немецкий гребец-байдарочник, выступал за сборные ФРГ и Объединённой Германии во второй половине 1950-х — первой половине 1960-х годов. Серебряный призёр летних Олимпийских игр в Мельбурне, трёхкратный чемпион мира, пятикратный чемпион Европы, победитель многих регат национального и международного значения.

## Биография
Фриц Бриль родился 24 октября 1934 года в городе Дюссельдорфе. Активно заниматься греблей начал с раннего детства, проходил подготовку в местном каноэ-клубе «Райнтройе».
Впервые заявил о себе уже в 1954 году, выиграв чемпионат Германии среди взрослых спортсменов. Первого серьёзного успеха на взрослом международном уровне добился в сезоне 1956 года, когда попал в основной состав западногерманской национальной сборной и благодаря череде удачных выступлений удостоился права защищать честь страны на летних Олимпийских играх в Мельбурне, где представлял Объединённую германскую команду, собранную из спортсменов ФРГ и ГДР. Стартовал вместе с напарником Теодором Кляйне в зачёте двухместных байдарок на дистанции 10000 метров и занял в решающем заезде второе место, уступив на финише только венгерскому экипажу Ласло Фабиана и Яноша Ураньи.
Став серебряным олимпийским призёром, Бриль остался в основном составе гребной команды ФРГ и продолжил принимать участие в крупнейших международных регатах. Так, в 1957 году он выступил на чемпионате Европы в бельгийском Генте, где четырежды поднимался на пьедестал почёта: получил серебро в одиночках на километре, золото в одиночках на десяти километрах и в двойках на километре, а также бронзу в четвёрках на километре. Год спустя побывал на чемпионате мира в Праге, откуда привёз две награды золотого достоинства, выигранные в эстафете 4 × 500 м и среди одиночных байдарок на тысяче метрах.
В 1961 году на мировом первенстве в польской Познани Фриц Бриль одержал победу в обеих дисциплинах, в которых принимал участие: в эстафете и десятикилометровой гонке одиночных байдарок. Через два года представлял страну на чемпионате мира в югославском Яйце (здесь также разыгрывалось европейское первенство) и выиграл программу одиночек на десяти тысячах метров, став таким образом трёхкратным чемпионом мира и пятикратным чемпионом Европы. Последний раз показал значимый результат на международной арене в сезоне 1966 года, когда на первенстве мира в Восточном Берлине завоевал бронзовую медаль в зачёте одиночных байдарок на дистанции 10000 метров — впереди него финишировали только венгр Михай Хес и советский гребец Владимир Земляков.
Помимо гребли на байдарках и каноэ, в 1960—1970 годах Бриль работал монтажником на станции технического обслуживания в Хильдене. После завершения карьеры профессионального спортсмена освоил профессию массажиста и проработал на этом поприще до самой пенсии.